# Allison Nimik
Allison Nimik –también conocida por su nombre de casada Allison Flaxey– (Winnipeg, 13 de febrero de 1985) es una deportista canadiense que compitió en curling. Ganó una medalla de bronce en el Campeonato Mundial de Curling Mixto Doble de 2009.

## Palmarés internacional
| Campeonato Mundial Mixto Doble | Campeonato Mundial Mixto Doble | Campeonato Mundial Mixto Doble | Campeonato Mundial Mixto Doble |
| Año                            | Lugar                          | Medalla                        | Prueba                         |
| ------------------------------ | ------------------------------ | ------------------------------ | ------------------------------ |
| 2009                           | Cortina d'Ampezzo (Italia)     | Medalla de bronce              | Mixto doble                    |